# Elezioni presidenziali in Uzbekistan del 2021
Le elezioni presidenziali in Uzbekistan del 2021 si sono tenute il 24 ottobre e hanno visto la vittoria del presidente uscente Mirziyoyev.

## Risultati
| Shavkat Mirziyoyev   | Partito Liberale Democratico dell'Uzbekistan                  | 12 988 964 | 80,31 |  |  |  |  |  |
| Maqsuda Vorisova     | Partito Democratico Popolare dell'Uzbekistan                  | 1 075 016  | 6,65  |  |  |  |  |  |
| Alisher Qodirov      | Partito Democratico dell'Uzbekistan «Ricostruzione Nazionale» | 888 515    | 5,49  |  |  |  |  |  |
| Narzullo Oblomurodov | Partito Ecologista dell'Uzbekistan                            | 670 641    | 4,15  |  |  |  |  |  |
| Bahrom Abduhalimov   | Partito Socialdemocratico della Giustizia                     | 549 766    | 3,40  |  |  |  |  |  |
| Totale               | Totale                                                        | 16 172 902 | 100   |  |  |  |  |  |
|                      |                                                               |            |       |  |  |  |  |  |
| Voti non validi      | Voti non validi                                               | 39 441     | 0,24  |  |  |  |  |  |
| Votanti              | Votanti                                                       | 16 212 343 |       |  |  |  |  |  |